# たかつき型護衛艦
たかつき型護衛艦（たかつきがたごえいかん、英語: Takatsuki-class destroyers）は、海上自衛隊の護衛艦の艦級。
有力な防空・対潜戦能力を兼ね備えた多目的護衛艦（DDA）として、第2次防衛力整備計画に基づき、昭和38年度から41年度で計4隻が建造された。ネームシップの建造単価は70.1億円であった。これらは1960年代末にかけて順次に就役し、8艦6機体制の護衛艦隊における最有力の護衛艦の一つとして活躍した。また続く8艦8機体制でも、汎用護衛艦の戦力が充実するまでその一翼を担うため、前期建造艦2隻は大規模な近代化改修（FRAM）を受けた。その後、1996年から2003年にかけて運用を終了し、除籍された。

## 来歴
海上自衛隊の護衛艦（DD）としては、まず警備隊時代の計画に基づいてはるかぜ型（28DD）を建造したのち、1954年5月14日に調印された日米艦艇貸与協定に基づいて、アメリカ合衆国よりあさかぜ型（グリーブス級駆逐艦）やありあけ型（フレッチャー級駆逐艦）が貸与された。その後、昭和30年代前半より国内建造が再開され、第1次防衛力整備計画にかけて、対潜戦能力を拡充するかわりに砲熕兵器を妥協した対潜護衛艦（30DDK; あやなみ型）、対潜兵器を若干減じて砲熕兵器を強化した対空護衛艦（31DDA; むらさめ型）、域外調達（OSP）により充実した対潜兵器と砲熕兵器を兼ね備えたあきづき型が建造された。
これらの護衛艦は、武器プラットフォームとしてはおおむね世界水準に達していたものの、搭載する兵器は軍事援助計画（MAP）に基づく供与に頼っており、第二次世界大戦直後の水準に留まっていた。その後、第2次防衛力整備計画の時期には、アメリカ製の新世代兵器を導入できる目処がたち、世界水準の兵器を搭載できる見込みとなった。2次防期間中には日米艦艇貸与協定に基づく貸与艦群の退役が予定されており、更新艦を建造することになっていた。しかし当時の護衛艦隊は主力の2個群と旧式艦による1個群の計3個護衛隊群しか有しておらず、特に第3護衛隊群には、まだ、艦隊駆逐艦からは性能的に大きく劣る戦時急造護衛艦であるくす型PFが残っているなど、兵力整備は依然途上の状況であり、限られた予算の枠内でも新造護衛艦の数の確保が求められていた。このことから、限られた予算枠内において新造護衛艦の数を確保するため、バランスのとれた大型護衛艦（DDA）と、対潜戦能力は保持しつつ主機・砲熕兵器で妥協した対潜護衛艦（DDK）を並行して建造することとなった。このDDAとして建造されたのが本型である。
予算上は『甲II型警備艦』とされ、初代むらさめ型と同様、艦種記号に非公式ながらDDAを充てられることが通例だった。本型は、対潜に加えて対空能力の強化を図っており、実際、艦番号においては、防空艦任務を重視したあきづき型（DD-161〜162）および「あまつかぜ」（DDG-163）と連続しており、艦名も初代あきづき型の「～つき」を踏襲している。またあきづき型と同様に旗艦機能も重視されており、対潜護衛艦（DDK）などを率いて護衛隊群の対潜作戦の中核となる嚮導艦としての役割も期待されていた。

## 設計
設計面では、先行して建造されたミサイル護衛艦「あまつかぜ」（35DDG）との類似点が多くなっている。基本計画番号はF107。

### 船体
船型は35DDGと同様、2層の全通甲板を有する遮浪甲板型とされた。なお本型より、第2甲板右舷側に、艦首から艦尾まで全通する独立通路が設けられて、通路と居住区が分離され、居住性を向上させるとともにダメージコントロール時の動線が合理化されている。35DDGと同様の全艦空調方式が採用されたほか、科員一人あたりの居住面積は2.6平方メートルと、わずかとはいえ、35DDGよりもさらに拡大できた。
艦首甲板のボフォース・ロケット・ランチャーを保護する必要からも前甲板には強いシアが付されており、艦首甲板の高さは3000トン級戦闘艦としては異例の7メートルに達したが、それでも「たかつき」では青浪によりボフォース・ロケット・ランチャー架台の損傷が発生したことから、後期建造2艦「ながづき」「もちづき」では、さらにボフォース前に防護用ブルワークを設け、また凌波性向上のため船体前半部にナックルを付して艦首甲板の増幅を図った。艦首甲板には、上記のボフォース・ロケット・ランチャーのほか、その後方に51番砲、74式アスロックランチャーと充実した装備が搭載されたことから、艦橋構造物は船体中央部に位置しており、このために流れるようなシア・ラインとなった。
艦橋構造物は、35DDGと同様に大型の戦闘指揮所（CIC）や群指揮所を収容する必要上、3層構造とされた。またその後方には第1マックが設けられている。これは煙突とマストを一体化した構造で、電子装備の増加に対応した施策であったが、流麗なシアのラインとあわせて端正な艦容を形作っている。本型でマック構造を採用するにあたり、海自では調査団を派米し、リーヒ級ミサイル巡洋艦の現場調査を行なっている。また「たかつき」の運用実績を踏まえ、「きくづき」以降では前部マストを約2メートル増高するとともに第1マックを前後に約0.5メートル拡大するなどの改良が施された。
搭載艇はDDの標準で、7.9メートル内火艇×2隻と7メートル・カッター×1隻であった。内火艇のうち1隻は中部甲板に横向きに固定されて、揚降はデッキ・クレーンを使用した。もう1隻の内火艇は第2マックの右舷、カッターはその対側の左舷に、それぞれ重力式ダビットに収容されて搭載された。

### 機関
主機関の構成も、おおむね35DDGのものが踏襲されている。主ボイラーは2胴水管型、蒸気性状は、圧力40 kgf/cm2 (570 lbf/in2)、温度450 °C (842 °F)である。主蒸気タービンとしては3胴の衝動型ないし衝動反動型が採用されているが、型式は各艦で異なっている。出力はそれぞれ30,000馬力 (22,000 kW)であった。減速機はロックドトレーン歯車2段減速式が採用された。
主発電機としては、前期建造艦では出力800キロワットの蒸気タービン発電機を1基、出力400キロワットのディーゼル発電機を2基搭載した。後期建造艦では、蒸気タービン発電機は1,000キロワット、ディーゼル発電機は500キロワットに、それぞれ出力強化されている。また非常発電機としては、4隻ともに、出力200キロワットのディーゼル発電機を1基搭載した。

## 装備
本型は、2次防で建造された2タイプの対潜護衛艦（DDK）が搭載する2系列の対潜兵器を兼ね備えることによる有力な対潜火力とともに、海上自衛隊で最有力の対空砲火力を具備していた。

### C4ISR
レーダーについては、あらゆる点で同世代（2次防中）の対潜護衛艦（DDK）のものが踏襲されており、対空用にはアメリカ製AN/SPS-40に範をとったOPS-11、対水上用にはアメリカ製AN/SPS-10と同等の性能を備えるOPS-17が搭載された。一方、電波探知装置（ESM）としては、「もちづき」は2次防艦で装備化された国産のNOLR-1Bを搭載したのに対し、「たかつき」「きくづき」「ながつき」はアメリカ製最新型のAN/WLR-1CをFMS購入して装備した。
ソナーとしては、前期建造艦2隻はアメリカ製で低周波・大出力のAN/SQS-23を搭載したのに対し、後期建造艦2隻は、これと同等の性能を備えた初の本格的国産機である66式探信儀 OQS-3を艦首装備式に搭載するほか、前期建造艦2隻は、1970年の第1回特別修理の際に可変深度式のSQS-35(J)を後日装備した。
また1番艦「たかつき」は、1970年の第1回特別修理の際に戦術情報処理装置NYYA-1を後日装備した。これはリング・テムコ・ボート（LTV）社がアメリカ沿岸警備隊向けのTACNAVシステム（Tactical Navigation System）として開発したものであったが、CICオペレーションの合理化・能率化を主目的とした個艦用のシステムに留まっており、また機能的にも制約があったことから、当初は2番艦「きくづき」（39DDA）への搭載も予定されていたものの、これは行われなかった。

### 対潜兵器
対潜兵器としては、中射程の71式ボフォース・ロケット・ランチャー、短射程の水上発射管HOS-301（324mm3連装短魚雷発射管）に加えて、やまぐも型（37〜39DDK）で採用された長射程のアスロック、みねぐも型（40〜42DDK）で採用された超長射程のQH-50 DASH無人対潜攻撃ヘリコプターを搭載した。
DASHは、無人航空機（UAV）とはいえ護衛艦初の艦載機であり、アスロックをはるかに上回る長距離の対潜火力として期待された。これに伴い、DASH用の魚雷庫および燃料タンク（JP-5を約15キロリットル）も設けられた。しかしアメリカ海軍では事故が多発したために1969年（昭和44年）には運用中止となり、予備部品の供給途絶に伴って海上自衛隊でも運用中止とされた。
これらを指揮する水中攻撃指揮装置として、1番艦「たかつき」（38DDA）では、アスロック用としてアメリカ製のMk.114、またボフォース用として国産のSFCS-1C-3が搭載された。後者はGFCSと連動してボフォースの弾道計算を実施するものであり、2番艦では風向・風速信号の受信を自動化したSFCS-1C-3Aに更新された。そして3番艦「もちづき」（40DDA）では、アスロックとボフォースを一括して指揮する国産機としてSFCS-2が搭載された。また4番艦「ながつき」（41DDA）では、航海計器としてジャイロコンパスMk.19が導入されたことに伴って、SFCS-2からロール・ピッチ検出機能を除去したSFCS-2Aが搭載された。
また魚雷対策用の曳航型デコイとしては曳航具3型を搭載した。

### 砲熕兵器
艦砲としては73式54口径5インチ単装速射砲（Mk.42 5インチ砲）を2基搭載している。これは当時、世界的にも最有力の両用砲であり、海上自衛隊ではもともと35DDGでの装備化が計画されていたものの、予算上の理由で断念された経緯があり、本型で初めて装備化されることとなった。1・2番艦の搭載砲はアメリカ製のMk.42 Mod.7だったが、3・4番艦の搭載砲は日本製鋼所でライセンス生産した73式となった。
砲射撃指揮装置（GFCS）としては、やまぐも型と同様にアメリカ製のMk.56が搭載された。なおMk.56は、砲射撃指揮のみでなく、アスロックの分離・着水点確認やDASHの追尾に用いられることから、対潜戦時の防空対処の必要上、2基の搭載が必須とされた。また最終4番艦「ながつき」（41DDA）では、みねぐも型の2番艦「なつぐも」（42DDK）と同様、国産の72式射撃指揮装置1型A（FCS-1A）が搭載された。
これらの5インチ砲は、ミサイル護衛艦のターター・システムを補佐して艦隊防空に当たることとされており、2次防の完結時点において海上自衛隊のミサイル護衛艦は、1次防で取得した「あまつかぜ」（35DDG）の1隻のみであったことから、これらの対空砲火力は非常に重要な役割を担っていた。また、大日本帝国海軍時代も含めて、全自動FCSを搭載した戦闘艦は本型とやまぐも型が日本初のものであったことから、これによる水上射撃要領確立のための取り組みが求められた。

### FRAM改修

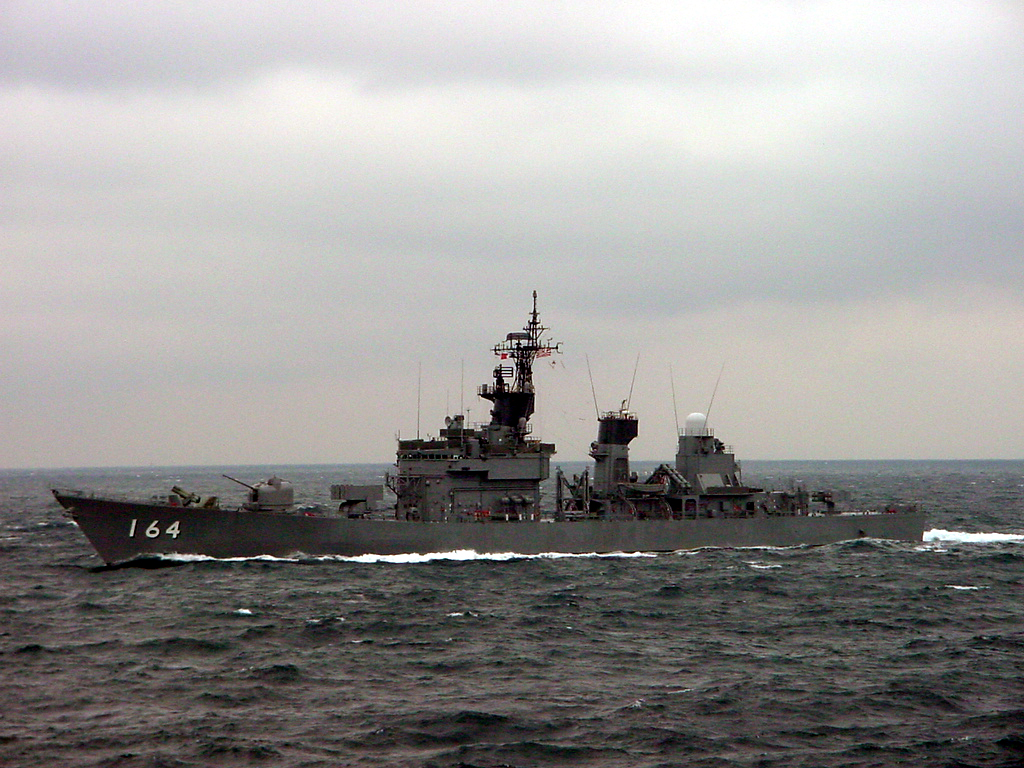
FRAM改修後のたかつき（2000年自衛隊観艦式にて）

このように、本型は極めて有力な装備を施されていたが、ミサイル化の流れの中で陳腐化が目立ち始めた。しかし後続の新鋭護衛艦は建造費も高く、急速多数建造は困難だったことから、戦力維持のため、五三中業で、大規模な装備の近代化が計画された。これは新鋭のはつゆき型（52DD）とおおむね同等の対空・対水上・電子戦能力とし、これを統合する戦術情報処理装置を搭載するものであった。この改装は、アメリカ海軍の艦隊再建近代化計画(FRAM)にならって"FRAM"と呼称された。
主な内容は後部5インチ砲と第2方位盤、DASH関連設備、TACANや中部デッキ・クレーン、7メートル・カッターを撤去し、新たに短SAMシステム2型（シースパローIBPDMS; GMLS-3 8連装発射機および射撃指揮用のFCS-2-12）、ハープーン艦対艦ミサイル4連装発射筒2基、高性能20mm機関砲（CIWS）1基、OYQ-5-5B/C-2戦術情報処理装置を装備するとともに、OPS-11Bを同Cに更新、電波探知装置のNOLR-6への換装、Mk 36 SRBOCの搭載、SQR-18A VDS-TASSの搭載といったものであった。また水中放射雑音を低減するためのハル・マスカーを設置したほか、機関は新造時の性能を取り戻すことを目標として大規模なオーバーホールを実施するなど、8年程度の艦齢延長がなされた。
当初計画では五三中業で本型4隻全艦を改装する予定だったが、期待ほど経費を圧縮できず、まず昭和56年度で2隻の改装予算を要求した。同年度予算ではこのうち1隻（たかつき）の武器関係費が認められ、船体関係費は翌57年度予算に盛り込まれた。また昭和57年度予算では2隻目のFRAM予算も認められたが、「たかつき」のFRAM費用は161億円にのぼり、同年度で新規建造された57DE「ゆうべつ」の建造費166億円に匹敵する巨額の費用を要することが問題視されて、3・4番艦のFRAM改装は要求されず、次の五六中業でははるな型護衛艦のFRAM改装に移行した。
なお、改装時に搭載されたシースパローIBPDMSは、本型の除籍後もしらね型に再利用され、同型の退役まで健在であった。

## 諸元表
|                                                      | 新規建造時                                                        | FRAM改修後 「たかつき」「きくづき」               |
| ---------------------------------------------------- | ----------------------------------------------------------------- | ------------------------------------------------- |
| 基準排水量                                           | 3,050トン                                                         | 3,150トン                                         |
| 満載排水量                                           | 4,300トン                                                         | 4,572トン                                         |
| 全長                                                 | 136 m                                                             | 136 m                                             |
| 全幅                                                 | 13.4m                                                             | 13.4m                                             |
| 深さ                                                 | 8.7m                                                              | 8.7m                                              |
| 吃水                                                 | 4.4 m                                                             | 4.5 m                                             |
| 機関                                                 | 水管ボイラー (40kgf/cm2, 450℃)×2基                                | 水管ボイラー (40kgf/cm2, 450℃)×2基                |
| 機関                                                 | 衝動反動式蒸気タービン (30,000 hp (22 MW))×2基                    |                                                   |
| 機関                                                 | スクリュープロペラ×2軸（340 rpm）                                 |                                                   |
| 速力                                                 | 32 kt                                                             | 31 kt                                             |
| 航続距離                                             | 6,000 nmi / 16 kt                                                 | 不明                                              |
| 乗員                                                 | 270名                                                             | 260名                                             |
| 兵装                                                 | 73式54口径5インチ単装速射砲×2基                                   | 73式54口径5インチ単装速射砲×1基                   |
| 兵装                                                 | －                                                                | 高性能20mm機関砲（CIWS）×1基 （「きくづき」のみ） |
| 兵装                                                 | －                                                                | シースパロー短SAM 8連装発射機×1基                 |
| 兵装                                                 | －                                                                | ハープーンSSM 4連装発射筒×2基                     |
| 兵装                                                 | 74式アスロック 8連装発射機×1基                                    |                                                   |
| 兵装                                                 | 71式ボフォース・ロケット・ランチャー×1基                          |                                                   |
| 兵装                                                 | 68式3連装短魚雷発射管×2                                           |                                                   |
| 艦載機                                               | QH-50 DASH×2機                                                    | －                                                |
| C4I                                                  | NYYA-1 戦術情報処理装置 （「たかつき」のみ）                      | OYQ-5戦術情報処理装置                             |
| FCS                                                  |                                                                   |                                                   |
| Mk.56 砲射撃指揮装置×2基 （「ながつき」はFCS-1×2基） | Mk.56 砲射撃指揮装置×1基                                          |                                                   |
| －                                                   | ミサイル射撃指揮装置2型-12×1基                                    |                                                   |
| レーダー                                             | OPS-11B 対空捜索用                                                | OPS-11C 対空捜索用                                |
| レーダー                                             | OPS-17 対水上捜索用                                               |                                                   |
| ソナー                                               | AN/SQS-23（38・39DDA） OQS-3（40・41DDA）                         | AN/SQS-23                                         |
| ソナー                                               | AN/SQS-35(J) 可変深度式（38・39DDA）                              | SQR-18A VDS-TASS                                  |
| 電子戦                                               | AN/WLR-1C電波探知装置 (38・39・41DDA) NOLR-1B電波探知装置 (40DDA) | NOLR-6電波探知装置                                |
| 電子戦                                               | Mk.137 6連装デコイ発射機×2基                                      |                                                   |

## 同型艦
| 艦番号          | 艦名     | 建造                         | 起工                         | 進水                        | 竣工                        | 特務艦への 艦種変更       | 除籍                        |
| --------------- | -------- | ---------------------------- | ---------------------------- | --------------------------- | --------------------------- | ------------------------- | --------------------------- |
| DD-164          | たかつき | 石川島播磨重工業 東京第2工場 | 1964年 （昭和39年） 10月8日  | 1966年 （昭和41年） 1月7日  | 1967年 （昭和42年） 3月15日 | -------                   | 2002年 （平成14年） 8月16日 |
| DD-165          | きくづき | 三菱重工業 長崎造船所        | 1966年 （昭和41年） 3月15日  | 1967年 （昭和42年） 3月25日 | 1968年 （昭和43年） 3月27日 | -------                   | 2003年 （平成15年） 11月6日 |
| DD-166 ASU-7019 | もちづき | 石川島播磨重工業 東京第2工場 | 1966年 （昭和41年） 11月22日 | 1968年 （昭和43年） 3月15日 | 1969年 （昭和44年） 3月25日 | 1995年 （平成7年） 4月1日 | 1999年 （平成11年） 3月19日 |
| DD-167          | ながつき | 三菱重工業 長崎造船所        | 1968年 （昭和43年） 3月2日   | 1969年 （昭和44年） 3月19日 | 1970年 （昭和45年） 2月12日 | -------                   | 1996年 （平成8年） 4月1日   |

### 発展型
第4次防衛力整備計画では、本型を発展させた3,600トン型護衛艦の建造が予定されていた。これは、海自として初めて艦対艦ミサイルを搭載して、護衛隊群の水上打撃力強化策の中核として期待されており、本型より600トン大型ではあったが、最大速力等の基本性能は同一とされていた。装備面では、本型と同様に54口径5インチ単装速射砲（Mk.42 5インチ砲）を搭載するほか、新装備として艦対艦ミサイル一式および90口径35mm連装機銃（L-90）2基を搭載、戦術情報処理装置も装備される予定であった。またDASH後継の有人ヘリコプターの搭載・運用のための格納庫も設けられる予定であった。
当初計画では、4次防で1隻の建造が計画されており、昭和50年度の要求が予定されていた。しかし1973年の第四次中東戦争に伴う石油輸出国機構 (OPEC) 各国の原油価格値上げに端を発した第一次オイルショックによる物価高騰の直撃を受け、防衛予算の枠内で予定隻数を達成することは不可能となった。これに伴い、同型の建造は見送られた。
同時期に予定されていた2,500トン型（改やまぐも型）および1,500トン型（改ちくご型）といった新型護衛艦の建造は全て断念されており、当時世界の趨勢となっていた対艦ミサイル防御（ASMD）能力の強化およびガスタービンエンジンの導入という懸案事項を積み残すこととなった。しかし皮肉にも、これらの弥縫策が中止となったことで、ポスト4次防でのはつゆき型（52DD）建造を端緒とする抜本的・体系的な施策が実現することになる。

## 登場作品

### 映画
『アナザー・ウェイ ―D機関情報―』
連合軍側の駆逐艦役として「きくづき」が登場。
『ゴジラシリーズ』
『ゴジラvsビオランテ』
艦名不明の艦が数隻登場。ゴジラ攻撃のために伊勢湾沖に展開する護衛艦隊に含まれているが、ゴジラが紀伊水道に出現したため空振りに終わる。
『ゴジラvsキングギドラ』
冒頭、横須賀沖で「たかつき」のレーダーが関東地方上空を飛行する未確認飛行物体を追跡したと言及されている。姿は登場しない。

### テレビ番組
『仮面ノリダー』
第57話に艦名不明の艦が登場。東京に向かうヒゲゴジラ男を浦賀水道で迎撃するが、反撃を受け撃沈される。

### アニメ・漫画
『ヱヴァンゲリヲン新劇場版:序』
第四の使徒迎撃に際し、神奈川県小田原市旧根府川付近第1次防衛線に国連軍の一員として展開。
『最臭兵器』
東京に向かう主人公を、海上から攻撃する。
『沈黙の艦隊』
第2護衛隊群所属として「たかつき」と「きくづき」が登場。

### 小説
豊田有恒『タイムスリップ大戦争』
「たかつき」が登場。19XX年（昭和5X年）の日本列島が約30年前の1941年にタイムスリップした中、19XX年の技術を示す製品を積み込んで、各地の日本軍各部隊との交渉に向かう。後に勃発した戦争では、日本海軍とともにアメリカ海軍と交戦する。
筒井康隆『地獄図日本海因果（だんまつまさいけのくろしお）』
架空の姉妹艦である「もたつき」「ふらつき」「ごろつき」が登場。日本海で航空自衛隊と演習中に北朝鮮海軍の艦隊に遭遇し、海戦になる。海戦の最中、北朝鮮海軍が使用した不完全な原子爆弾により時空が破壊され、1905年の日本海にタイムスリップし、東郷平八郎率いる連合艦隊の集中砲火を浴びて撃沈される。
矢野徹『地球0年』
「たかつき」が登場。第三次世界大戦後、核戦争で崩壊したアメリカ合衆国に陸上自衛隊を運ぶ輸送船団を護衛する。
小松左京『日本沈没』
「たかつき」がD1計画の主力として活躍。DASHを撤去した格納庫跡が研究室となる。
原作のみの登場で、1973年映画版では海洋観測艦「あかし」、2006年映画版では地球深部探査船「ちきゅう」に置き換えられている。